# Kitagata (Ouganda)
Kitagata est une ville ougandaise située dans le district de Sheema dans la région Ouest.